# Mount Airy (Carolina do Norte)
Mount Airy é uma cidade localizada no estado norte-americano de Carolina do Norte, no Condado de Surry.

## Demografia
Segundo o censo norte-americano de 2000, a sua população era de 8 484 habitantes.
Em 2006, foi estimada uma população de 8 457, um decréscimo de 27 (-0.3%).

## Geografia
De acordo com o United States Census Bureau tem uma área de 21,7 km², dos quais 21,7 km² cobertos por terra e 0,0 km² cobertos por água.

## Localidades na vizinhança
O diagrama seguinte representa as localidades num raio de 16 km ao redor de Mount Airy.